# Jurta

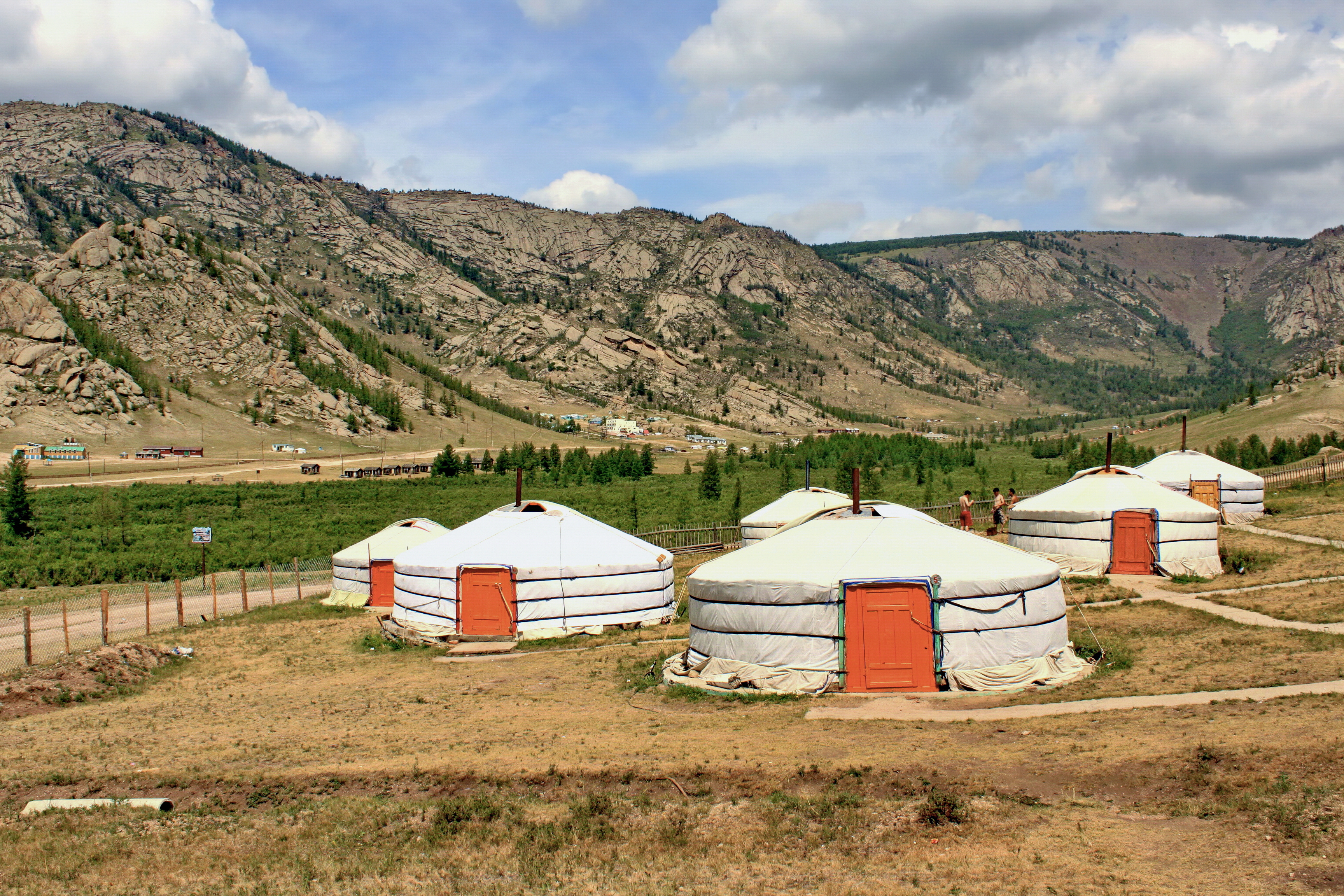
Jurty w Parku Narodowym Gorchi-Tereldż

Jurta – namiot pokryty skórami (zwykle jelenimi) lub wojłokiem, który używany jest przez ludy tureckie i mongolskie. Termin pochodzi z języków tureckich, więc dotyczy jedynie tych, które można zobaczyć od Morza Kaspijskiego po Ałtaj. Na stepach Mongolii, od Ałtaju Zachodniego po Wielki Chingan, namioty określane są jako ger. Jurty buriackie mogą być budowane w całości z drewna (модон гэр).

## Charakterystyka
Z wyglądu przypominają miskę odwróconą do góry dnem. Z wierzchu pokryte są tkaniną, często zdobioną. Na szczycie posiadają otwór dymny, przez który dziś wyglądają kominy piecyków.
Składają się z 5 lub więcej ścianek, wiązanych paneli, które po rozłożeniu dają cylindryczną ścianę. Na ścianach układano składany dach, obciągnięty płótnem lub skórą, uginający się pod wpływem wiatru.
Jurty mongolskie drzwi mają zwrócone na południe, zaś kazachskie – na wschód.
Z powodu niewielkiej powierzchni wewnątrz namiotu, w jurtach obowiązywał ścisły obyczaj dotyczący miejsc, w których ustawiano meble, w których spali poszczególni członkowie rodziny, a nawet kierunku, w którym należało obchodzić centralne palenisko (np. w Mongolii zgodnie z ruchem wskazówek zegara).

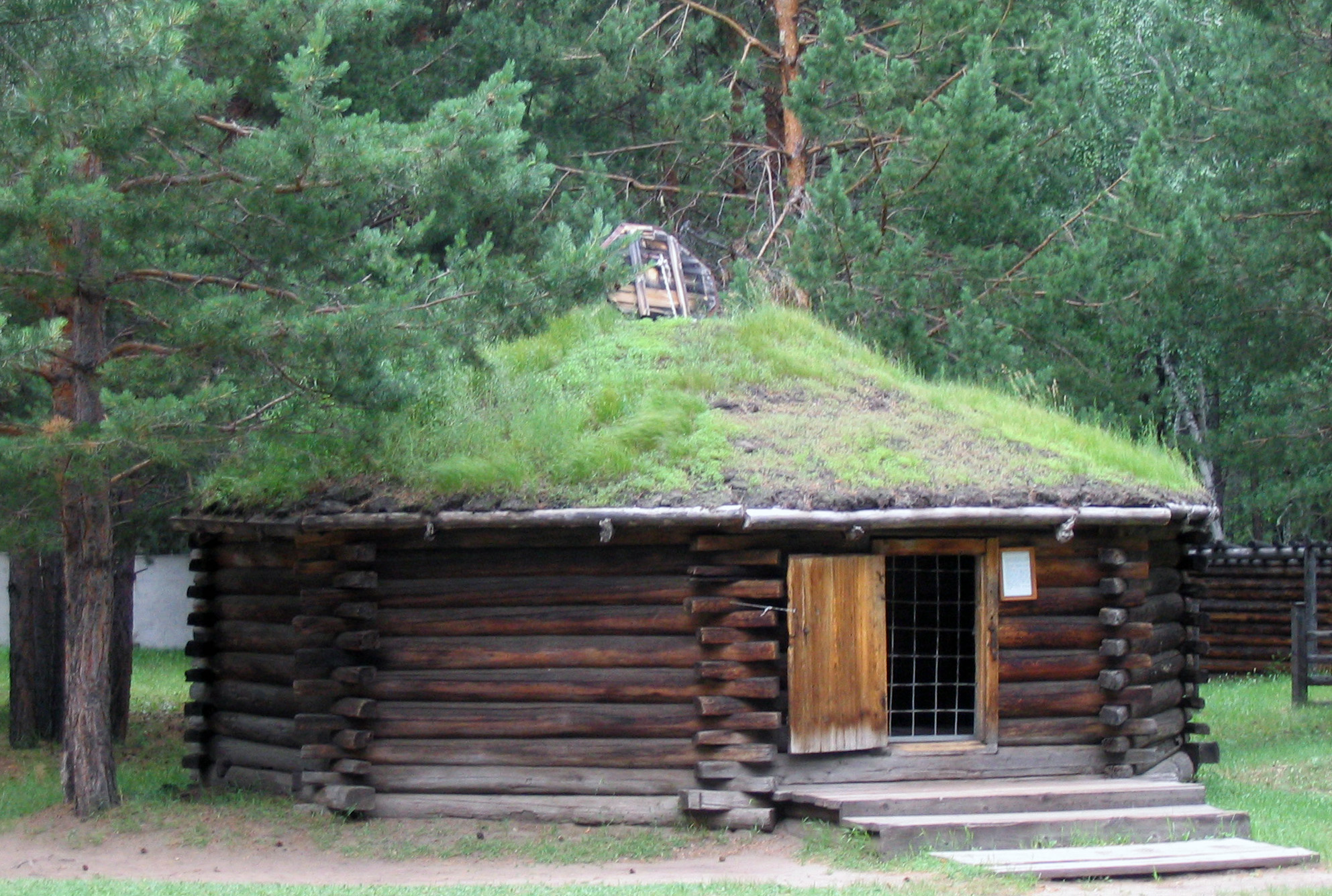
Drewniana jurta buriacka
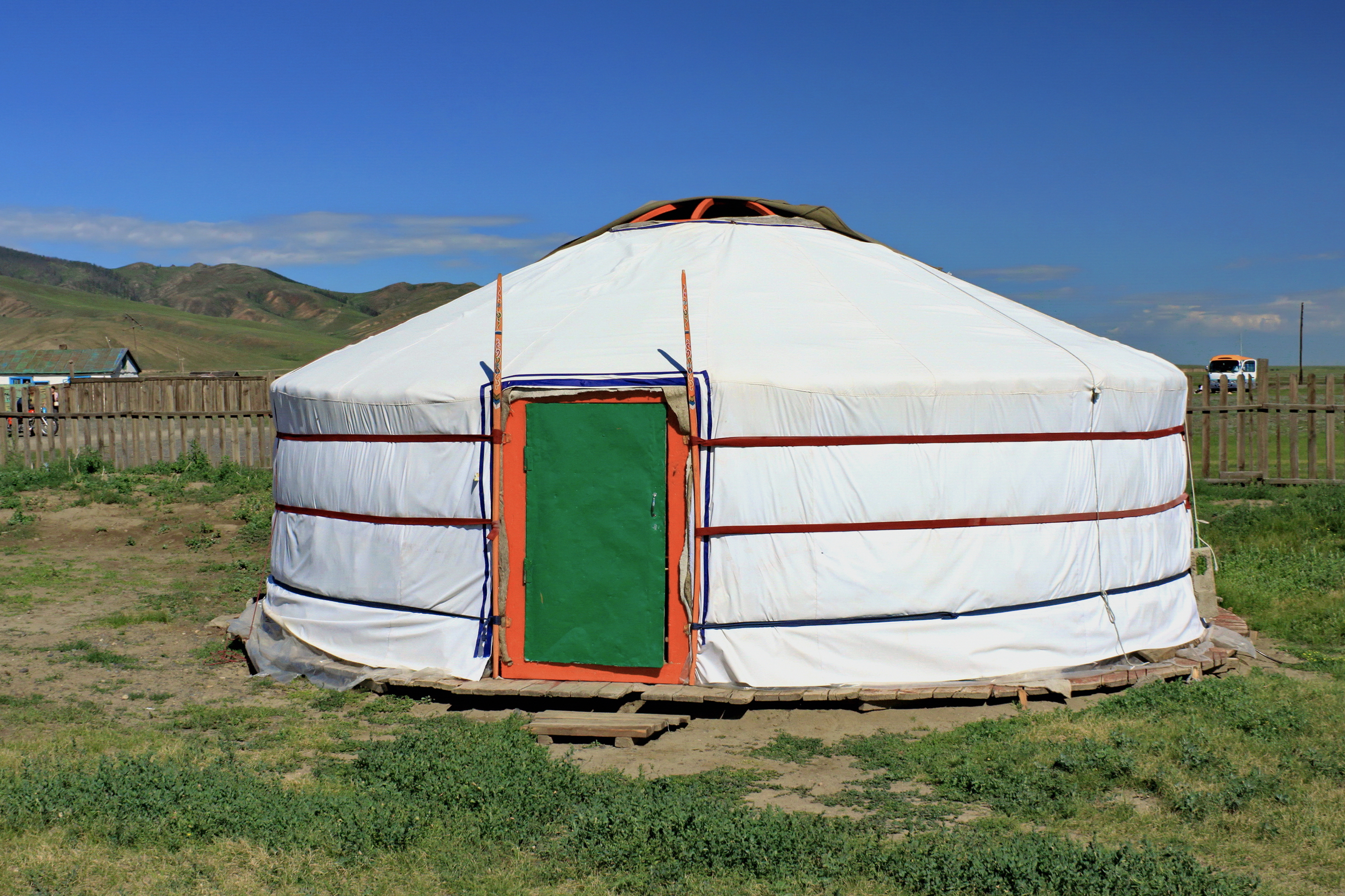
Jurta w Karakorum
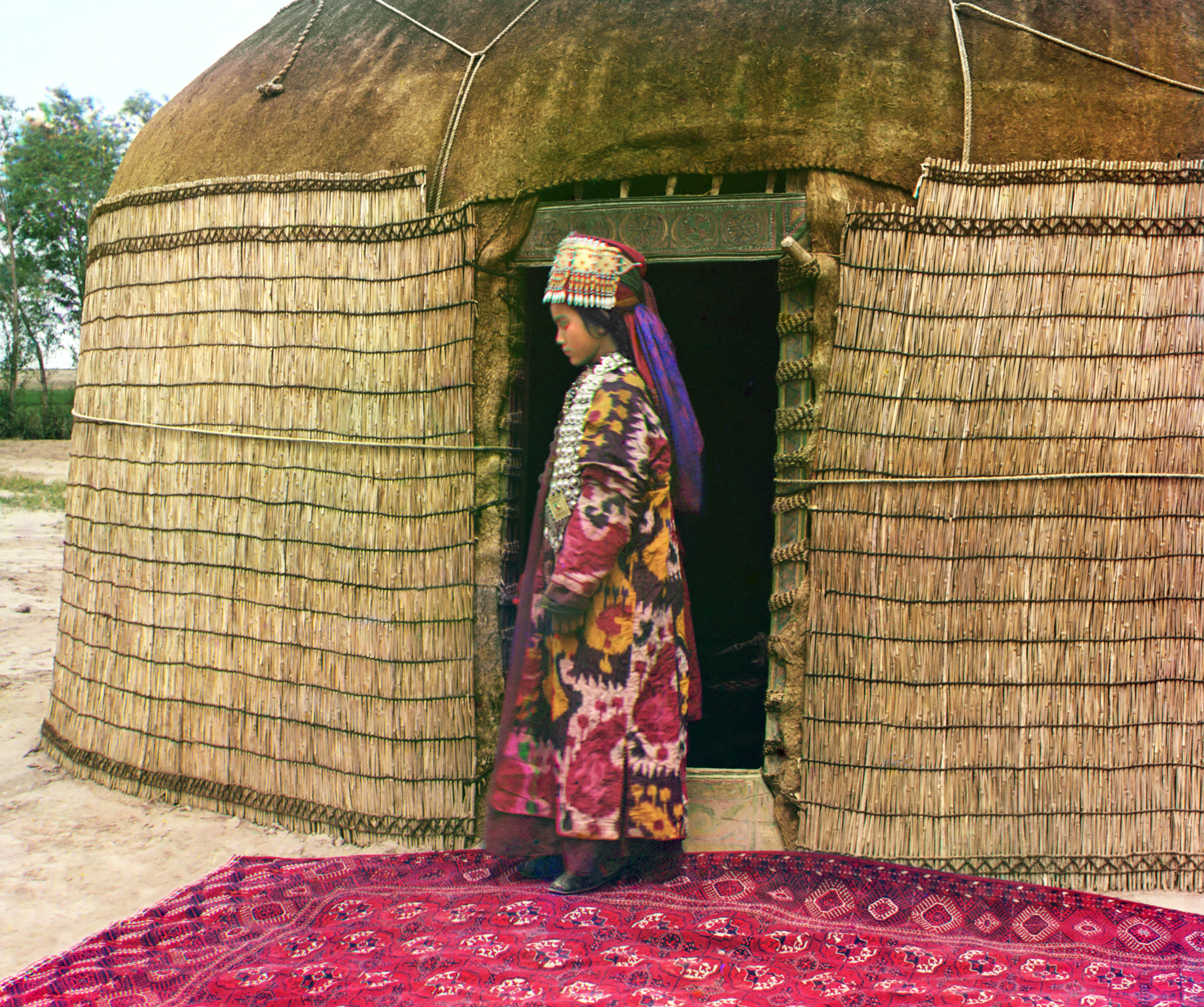
Uzbecka kobieta przy wejściu do jurty w Turkiestanie
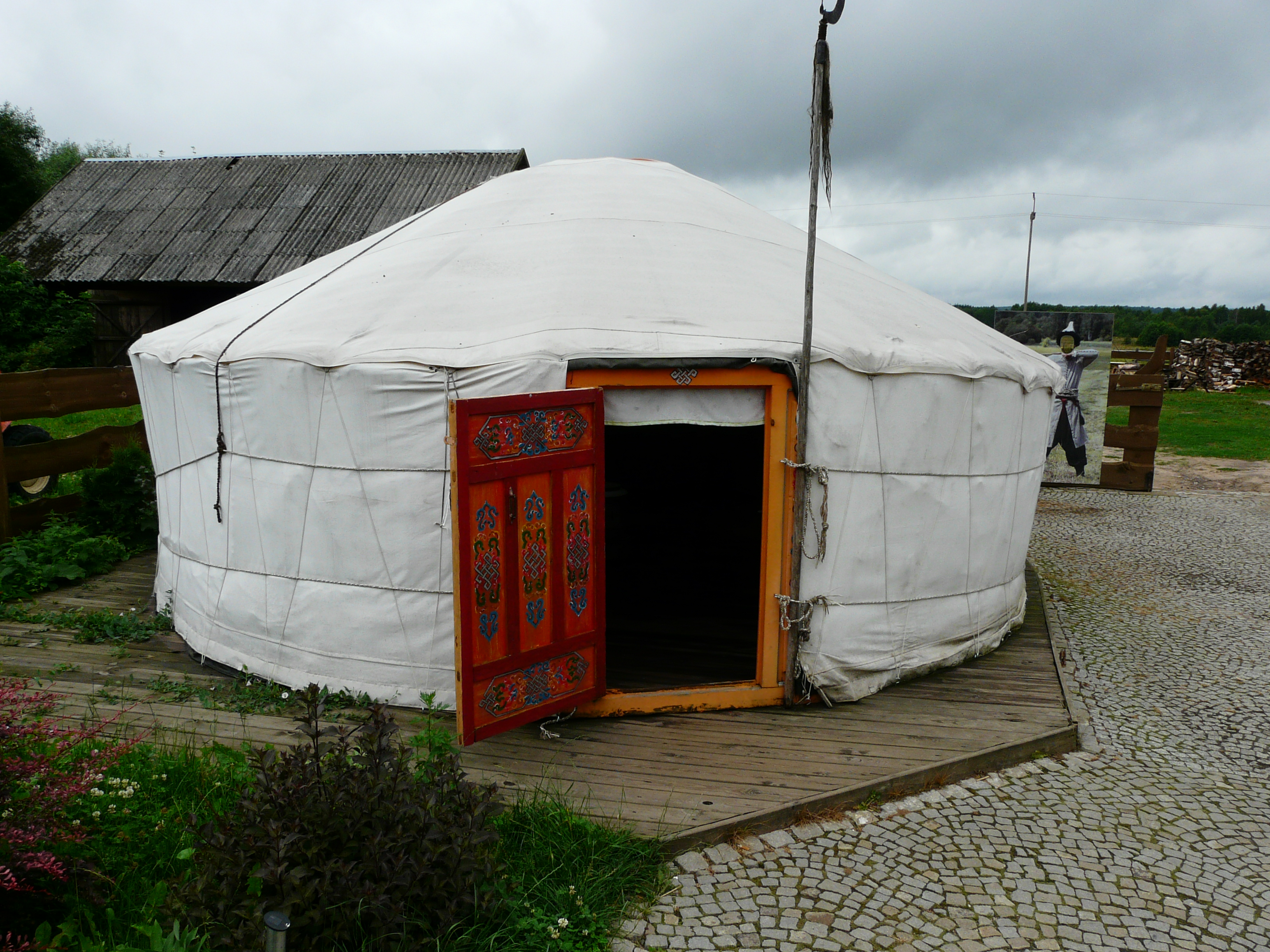
Jurta tatarska w Kruszynianach w Polsce

## Montaż jurty mongolskiej
Na konstrukcję jurty składają się drzwi, drewniane kraty ścienne (według liczby których określa się jej wielkość – od pięciu do dziewięciu), krokwie dachowe ze sprężystych prętów drewnianych, wreszcie spodnie okrycie z płótna, wojłokowe ocieplenie grubości kilku centymetrów, zewnętrzne okrycie (w Mongolii zazwyczaj białe) z płótna. W XX wieku dołączyły także drewniane gretingi jako podłoga, na której dopiero ustawia się wszelkie meble i sprzęty domowe. Meblowanie jurty następuje przed jej zbudowaniem, jako że dużych mebli, jak nowoczesne łóżka, biurka, szafy, telewizory, często nie zdołanoby przecisnąć przez drzwi.

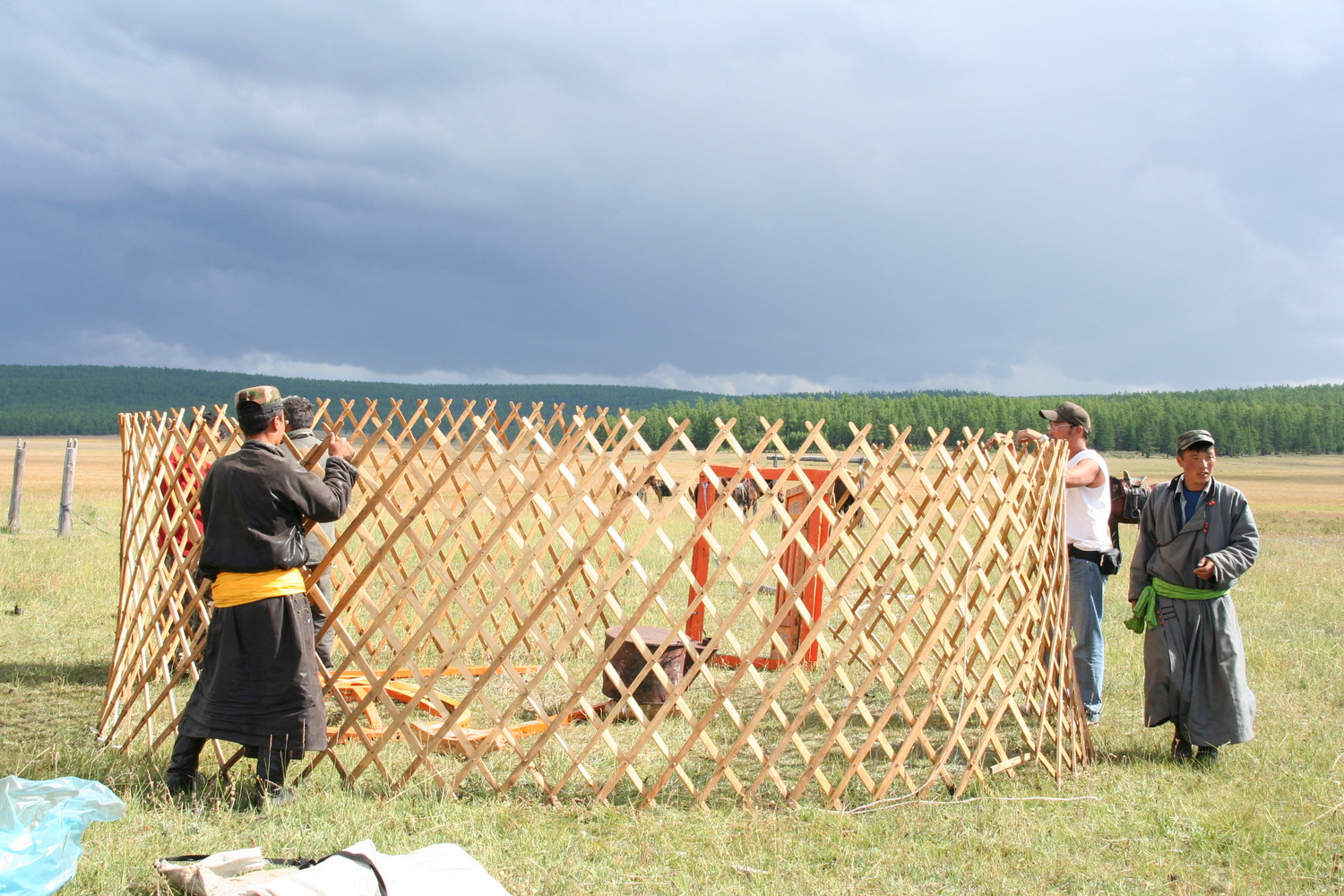
Najpierw ustawia się drzwi i kraty ścian,
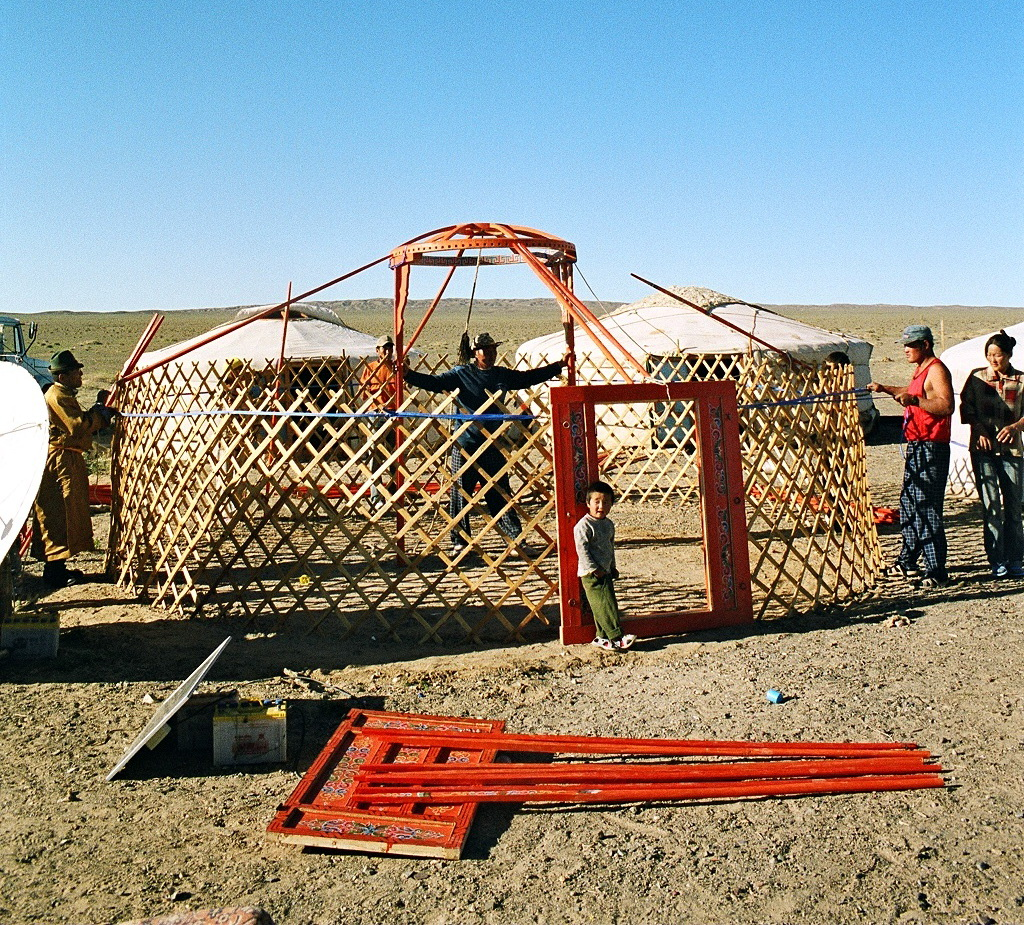
później układa się krokwie dachowe,
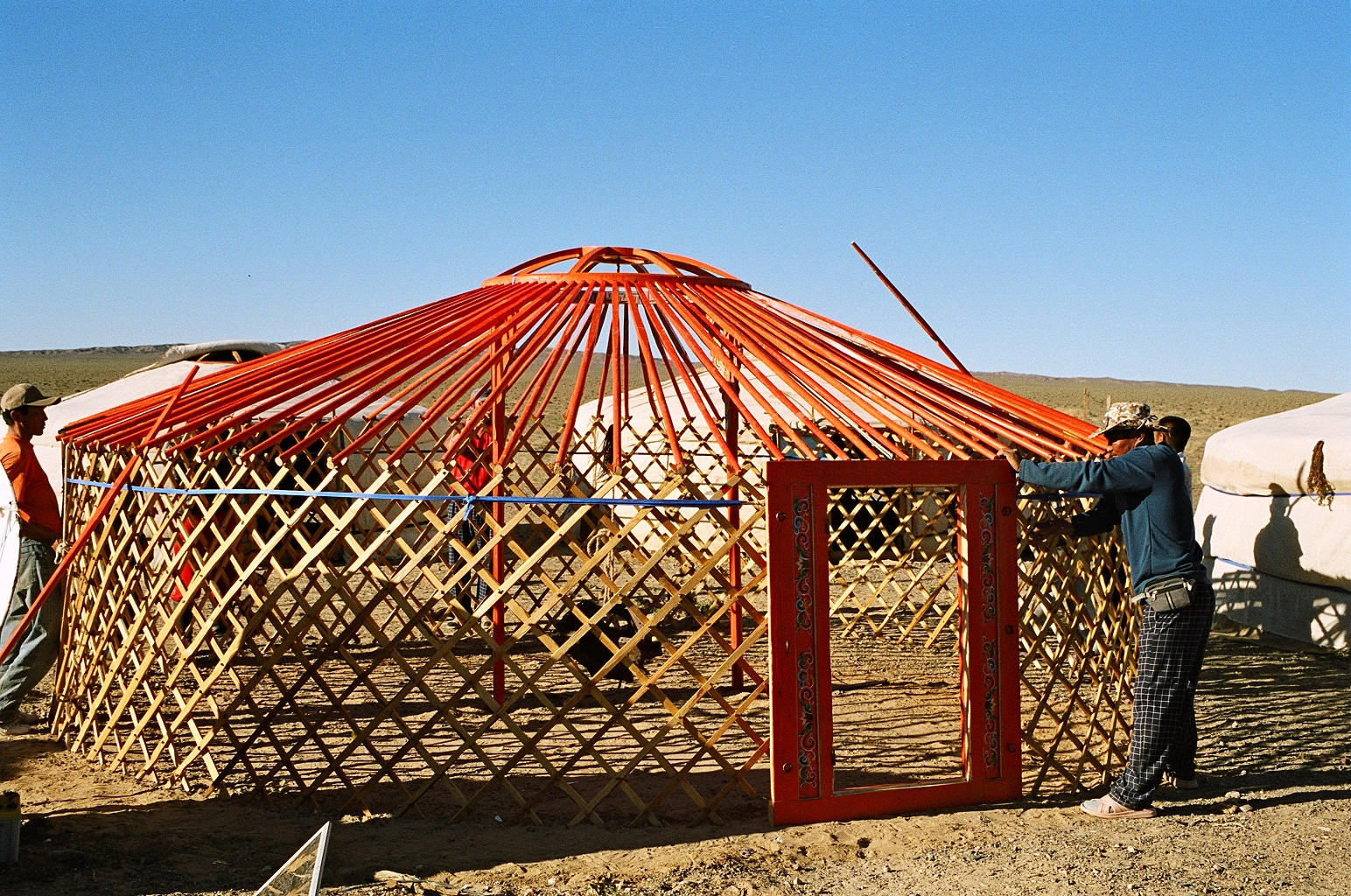
aż powstanie gotowy szkielet.
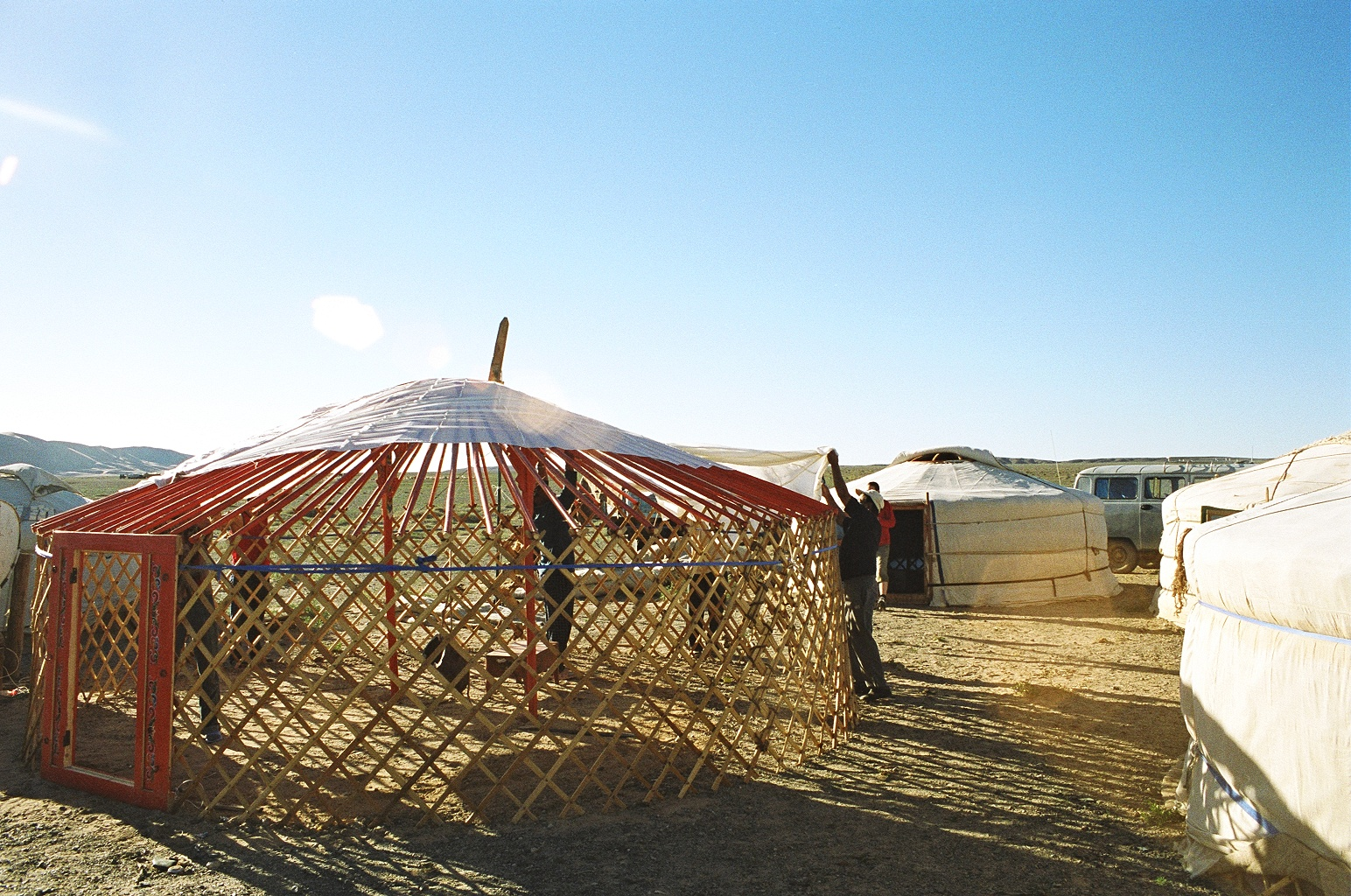
Jako pierwszą, układa się ozdobną, spodnią warstwę pokrycia,
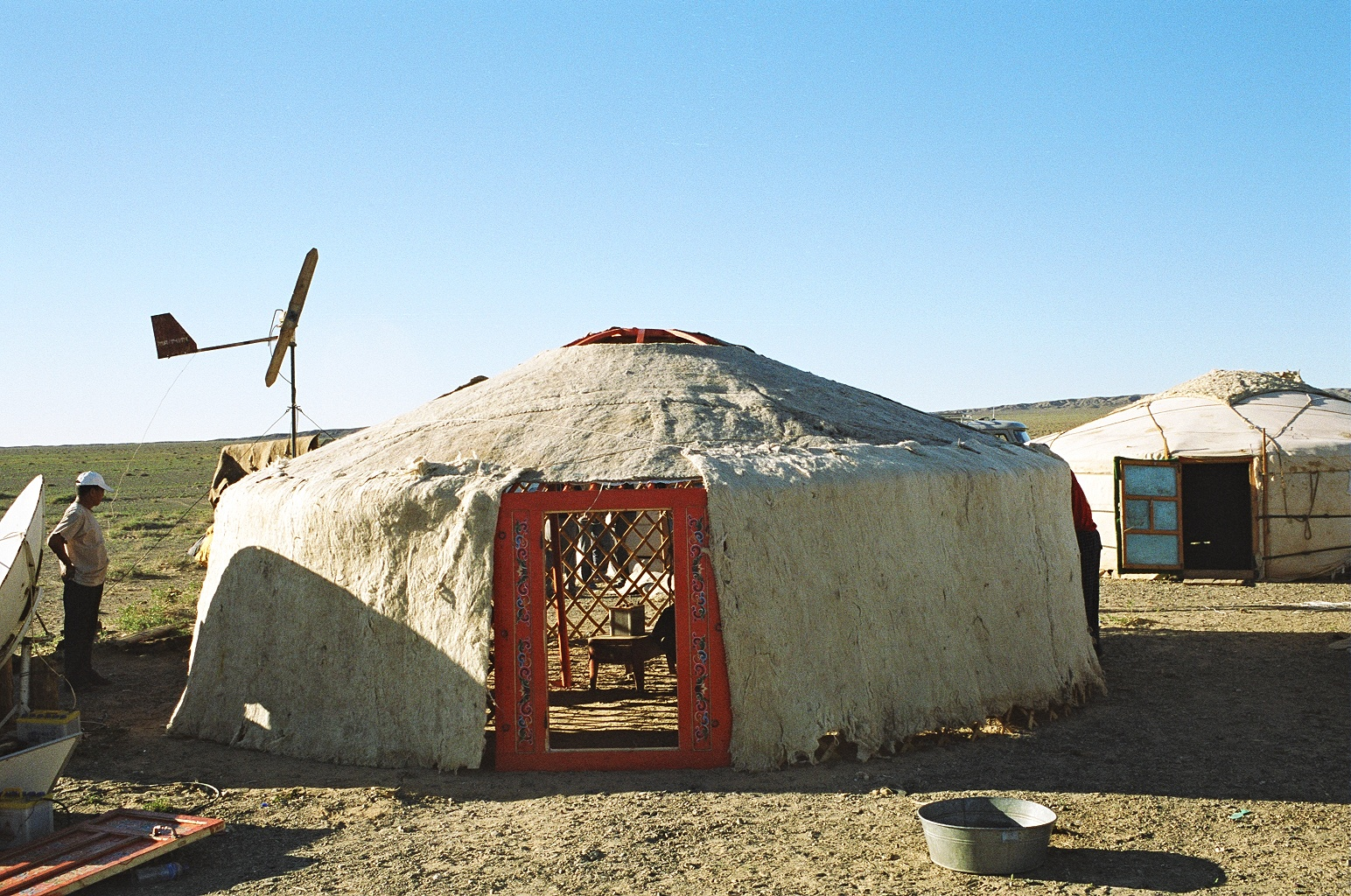
następnie ocieplenie z wojłoku,
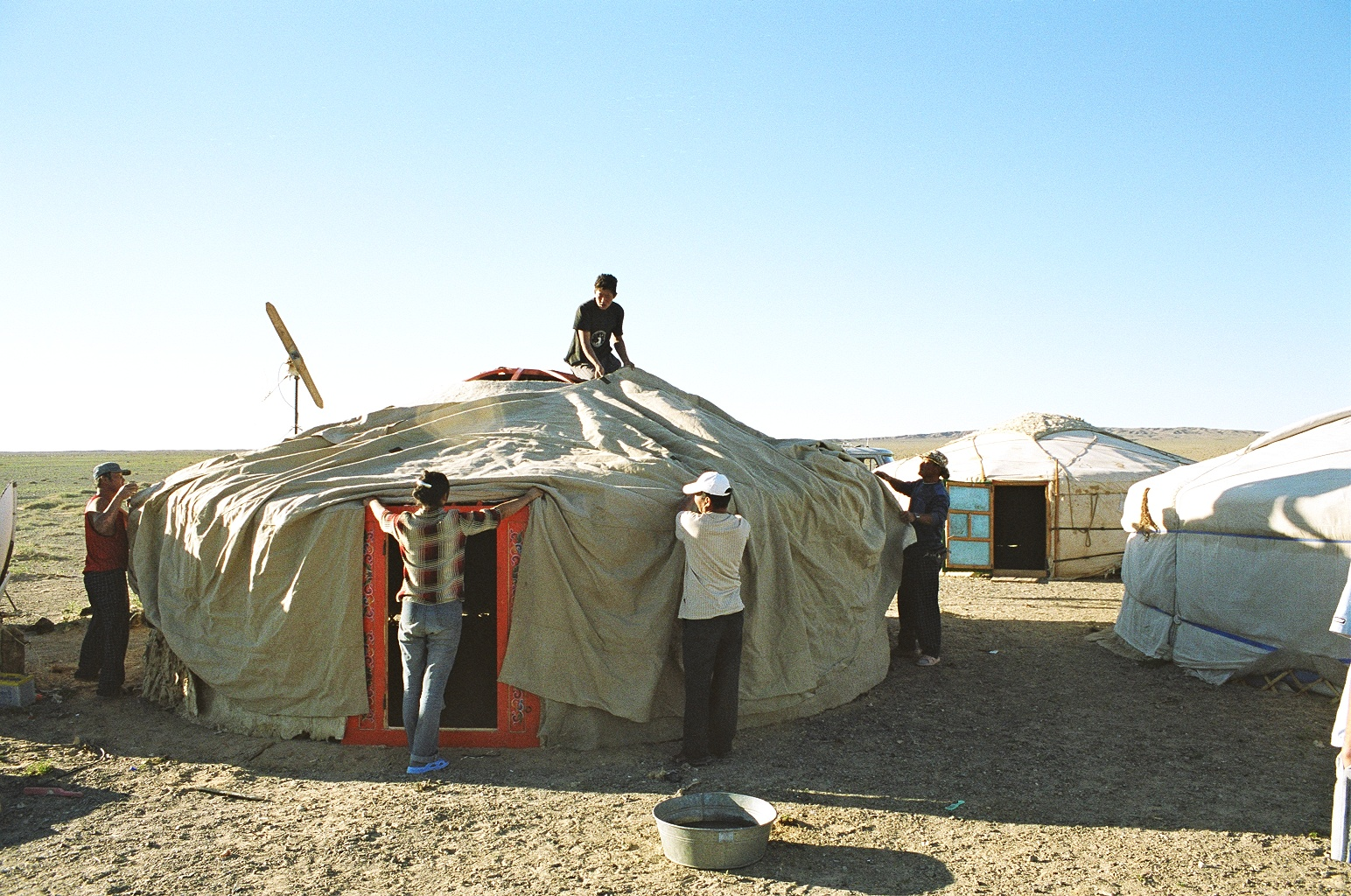
i okrycie zewnętrzne.
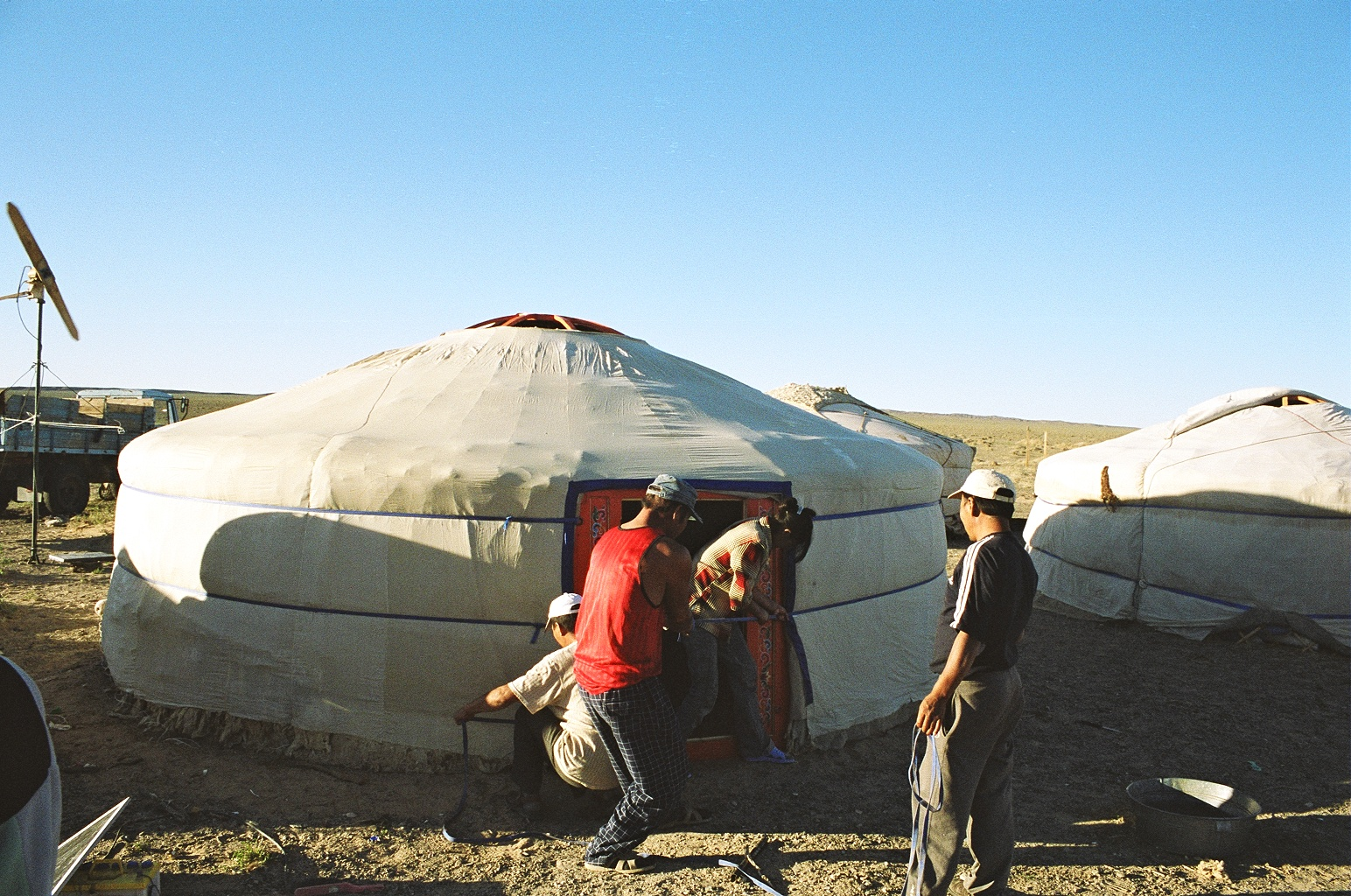
Na końcu wzmacnia się pokrycie i całą konstrukcję przy pomocy lin.
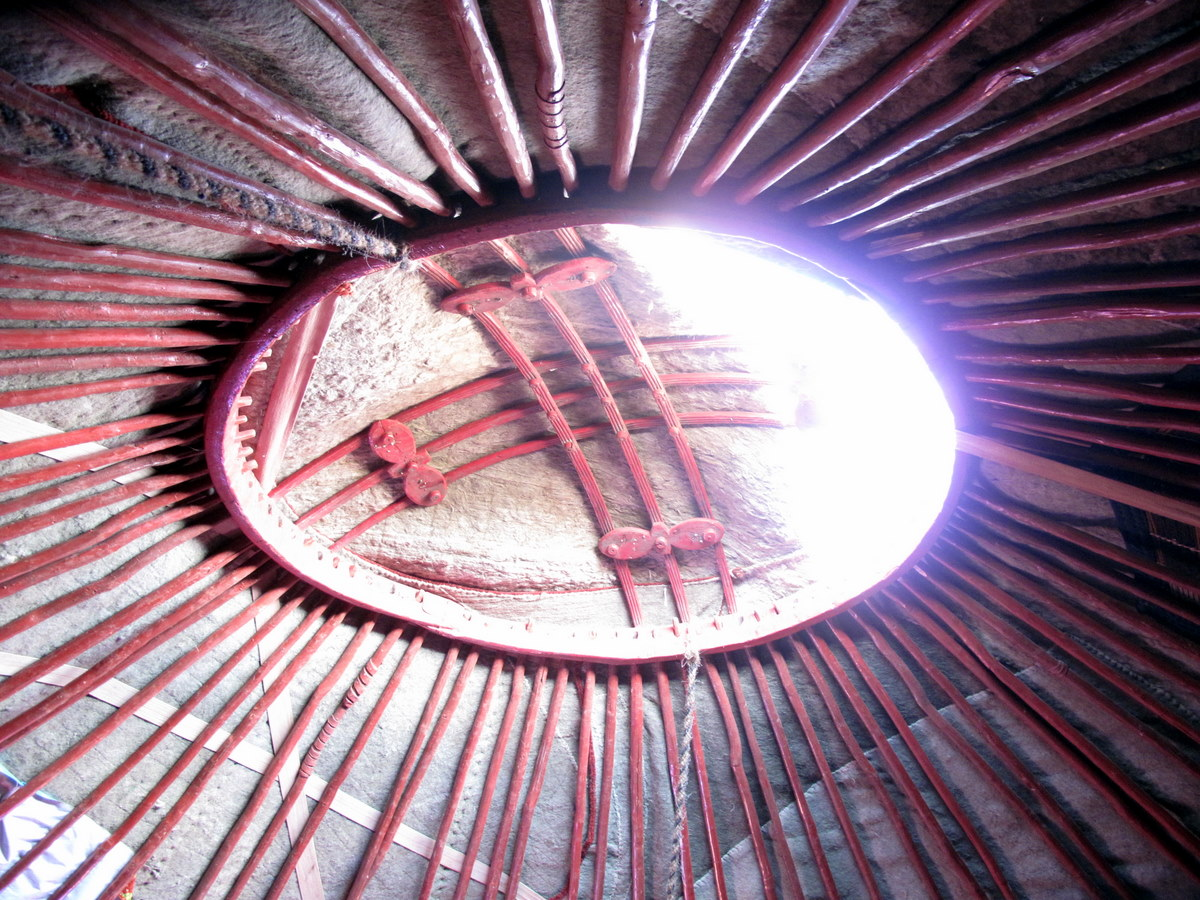
Tundiuk – sklepienie jurty od wewnątrz